# Gewaltkriminalität
Der Begriff Gewaltkriminalität wird unterschiedlich definiert: In Deutschland wird nach einer Vereinbarung des Bundes und der Länder aus dem Jahr 1983 hierunter eine Reihe von Delikten zusammengefasst, die der schweren oder zumindest mittelschweren Kriminalität zuzurechnen sind. Im deutschsprachigen Strafrecht existiert der Begriff dagegen formal nicht.
Bei Gewaltkriminalität wurde in der westlichen Welt ein Rückgang der Anzeigen verzeichnet. Staaten mit entsprechender Datengrundlage verzeichneten gleichzeitig einen Anstieg der Anzeigebereitschaft. Damit wird eine Halbierung der tatsächlichen Fälle seit Anfang der 1990er-Jahre angenommen.

## Definition
In Deutschland werden folgende Gewaltdelikte in der Polizeilichen Kriminalstatistik unter dem Begriff Gewaltkriminalität zusammengefasst:
Mord (§ 211 StGB), Totschlag (§ 212 StGB), Tötung auf Verlangen (§ 216 StGB), gefährliche und schwere Körperverletzung (§ 224, § 226 StGB), Körperverletzung mit Todesfolge (§ 227 StGB), Beteiligung an einer Schlägerei (§ 231 StGB), Vergewaltigung und schwere sexuelle Nötigung (§ 177, § 178 StGB), Raubdelikte (§ 249 bis § 252, § 255, § 316a StGB), erpresserischer Menschenraub (§ 239a StGB), Angriff auf den See- und Luftverkehr sowie Geiselnahme (§ 239b StGB).
Diese Definition berücksichtigt nur gravierende Gewaltstraftaten, nicht jedoch „einfache“ Körperverletzung (§ 223 StGB) und ähnliche Delikte, obwohl keinesfalls bestritten werden kann, dass diese Delikte mit Gewalt bzw. Aggression zu tun haben.
In Österreich und der Schweiz gibt es keine statistische Erfassung der Gewaltkriminalität unter diesem Begriff.

„Viele Verbrechen werden als Gewalt bezeichnet.“

Im römischen Recht hieß Gewalt vis, später auch violentia.

## Phänomenologie
Für die Entstehung- und Erscheinungsformen von Gewaltkriminalität gibt es verschiedene Erklärungen bzw. Theorien. Gewaltfördernde Faktoren fand man in der Kriminologie in dem sozialen Umfeld (Gewalterfahrungen in der Familie, ungünstiges Wohnumfeld, schlechte Peer-Group-Einflüsse), in der Gesellschaft (Leistungsdruck, schlechte Zukunftsperspektiven, Medieneinflüsse) und bei dem Betroffenen (fehlenden Frustrationstoleranz, Empathiedefizite) selbst. Das nicht nur kurzfristige Zusammentreffen von vielen sich gegenseitig beeinflussenden problematischen Faktoren ist nach vorherrschender Meinung besonders ungünstig.

## Ausmaß
Die Zahl der registrierten Gewaltdelikte in Deutschland erreichte 2007 mit rund 218.000 Fällen ihren Höchststand. Das entsprach 265 Fällen pro 100.000 Einwohner. Bis 2021 sank die Häufigkeit um 25 % auf 198.
Die Polizeiliche Kriminalstatistik oder die Verurteiltenstatistik geben dabei nur das Hellfeld wieder. Die Gewaltforschung nutzt zusätzliche Methoden (z. B. empirische Täter- und Opferbefragungen), um weitere Aussagen zum Ausmaß der Gewaltkriminalität zu machen.
Weltweit sind die meisten Gewalttäter statistisch gesehen junge Männer, so das Forschungsergebnis Henry Urdals von der Harvard Kennedy School (für den untersuchten Zeitraum von 1950 bis 2000). Sobald 15-24-Jährige in einer Gesellschaft mehr als 35 Prozent der Erwachsenenbevölkerung ausmachen – wie es den Verhältnissen in den meisten Entwicklungsstaaten entspricht –, steigt das Konfliktrisiko um 150 Prozent gegenüber einer Gesellschaft mit westeuropäischer Bevölkerungsverteilung.

## International steigende Anzeigebereitschaft
Vor allem in westlichen Staaten ist über lange Zeiträume relativ synchron ein Kriminalitätsrückgang besonders bei Gewaltkriminalität und Diebstahl gut dokumentiert. Die Häufigkeit von Gewaltkriminalität veränderte sich in unterschiedlichen Staaten jedoch weniger einheitlich. Die Bereitschaft der Opfer, Anzeige zu erstatten stieg zwar überall an. Die Zeiträume der Anstiege lagen in unterschiedlichen Staaten jedoch etwas anders.
In den Vereinigten Staaten stiegen die Anzeigeraten (das Verhältnis der angezeigten zu den tatsächlichen Fällen) von gewalttätigen Übergriffen in den 1970er-Jahren etwas und ab Mitte der 1980er-Jahre stark an. Seit Anfang der 1990er-Jahre fallen Kriminalitätsraten (das Verhältnis von Anzeigen zur Bevölkerungsgröße) in den westlichen Staaten. In den USA ging die Zahl der Anzeigen wegen Gewaltkriminalität zwischen 1991 und 2005 um 27 % zurück. Wenn die Änderungen der Anzeigebereitschaft berücksichtigt werden, fielen die Zahlen der tatsächlichen Fälle jedoch um 51 %. Ähnliche Rückgänge wurden auch in England und Wales sowie Skandinavien ermittelt, wo es ebenfalls regelmäßige Viktimisierungsstudien gibt.
Änderungen des Anzeigeverhaltens, juristische Änderungen, einer erweiterten Registrierung durch die Polizei und der geänderten gesellschaftlichen Toleranz führten zu einem wesentlich Anstieg der Fallzahlen gegenüber den tatsächlichen Vorfällen in den Kriminalstatistiken aller entwickelten Staaten. Der aktuelle Rückgang wird dadurch unterschätzt und der vorhergegangene Anstieg überschätzt.

## Dunkelfeldforschung in Deutschland
Laut Aussage des ersten Periodischen Sicherheitsberichts der Bundesregierung zum Dunkelfeld der Gewaltkriminalität (2001)
- werden nach Opferbefragungen etwa 1 bis 2 % der Bevölkerung im Laufe eines Jahres Opfer eines Raubdeliktes bzw. einer Körperverletzung.
- weisen Großstädte im Vergleich zu ländlichen Regionen eine höhere Quote von Gewaltopfern auf. Die Unterschiede sind allerdings bei weitem nicht so ausgeprägt wie die, die sich aus der Polizeilichen Kriminalstatistik ergeben, was auf eine geringere Anzeigebereitschaft der Opfer in ländlichen Gebieten zurückzuführen ist.
- fällt die Anzeigebereitschaft der Opfer gegenüber fremden Tätern höher aus als gegenüber Bekannten oder gar Tätern aus dem Kreis der Familienangehörigen. Sie ist bei Raubtaten ausgeprägter als bei Körperverletzungen.
- fehlen für eine exakte Analyse der Entwicklung des Anzeigeverhaltens in der Bundesrepublik derzeit die erforderlichen repräsentativen, landesweiten Längsschnittdaten. Die verfügbaren Informationen aus regional begrenzten Untersuchungen und Jugendstudien deuten jedoch darauf hin, dass die Anzeigebereitschaft wahrscheinlich zugenommen hat.